# Diari de Sant Cugat
El Diari de Sant Cugat és una publicació setmanal dirigida per Josep Maria Vallès que es va començar a publicar el 15 de novembre de 1992. La capçalera inicialment es va dir Els 4 cantons, fins que el 2001 es va canviar el nom per l'actual. Segons l'EGM té 15.000 lectors. El diari tracta temes d'actualitat local, així com de temàtica catalana.